# Komis
Komis is een bestuurslaag in het regentschap Sampang van de provincie Oost-Java, Indonesië. Komis telt 5344 inwoners (volkstelling 2010).